# Roy van den Berg
Roy van  den Berg (Kampen, 8 de setembro de 1988) é um ciclista neerlandês que compete nas modalidades de pista e BMX.
Ganhou duas medalhas de ouro no Campeonato Mundial de Ciclismo em Pista, nos anos 2019 e 2020, e três medalhas no Campeonato Europeu de Ciclismo em Pista entre os anos 2016 e 2019. Nos Jogos Europeus de 2019 obteve uma medalha de ouro na prova de velocidade por equipas. Conquistou o ouro na velocidade por equipes em Tóquio 2020 ao lado de Harrie Lavreysen e Jeffrey Hoogland, estabelecendo o recorde olímpico de 41 segundos e 369 milésimos.
Em BMX obteve uma medalha de bronze no Campeonato Europeu de 2009.

## Medalhas em competições internacionais
| Campeonato Mundial | Campeonato Mundial        | Campeonato Mundial | Campeonato Mundial     |
| Ano                | Lugar                     | Medalha            | Competição             |
| ------------------ | ------------------------- | ------------------ | ---------------------- |
| 2019               | Pruszków (Polônia)        | Medalha de ouro    | Velocidade por equipas |
| 2020               | Berlim (Alemanha)         | Medalha de ouro    | Velocidade por equipas |
| Jogos Europeus     |                           |                    |                        |
| Ano                | Lugar                     | Medalha            | Competição             |
| 2019               | Minsk (Bielorrússia)      | Medalha de ouro    | Velocidade por equipas |
| Campeonato Europeu |                           |                    |                        |
| Ano                | Lugar                     | Medalha            | Competição             |
| 2016               | Saint-Quentin (França)    | Medalha de prata   | Velocidade individual  |
| 2018               | Glasgow (Reino Unido)     | Medalha de ouro    | Velocidade por equipas |
| 2019               | Apeldoorn (Países Baixos) | Medalha de ouro    | Velocidade por equipas |

| Campeonato Europeu | Campeonato Europeu     | Campeonato Europeu | Campeonato Europeu |
| Ano                | Lugar                  | Medalha            | Competição         |
| ------------------ | ---------------------- | ------------------ | ------------------ |
| 2009               | Fredericia (Dinamarca) | Medalha de bronze  | Carreira           |